# F. Dózsa Katalin
F. Dózsa Katalin, asszonynevén Földi-Dózsa Katalin (született Dózsa Katalin, Budapest, 1942. november 18. – 2018. május 8.) magyar művészettörténész, muzeológus, egyetemi tanár.

## Életpályája
Szülei: Dózsa Elemér és Szkrába Júlia. 1970-ben végzett az ELTE BTK magyar–művészettörténet szakán. 1970–71-ben a Pesterzsébeti Múzeum munkatársa, majd az ELTE BTK magyar nyelv és irodalom szakán is diplomát szerzett. 1971–1994 között a Magyar Nemzeti Múzeum Textilgyűjteményének muzeológusa, 1975–1994 között pedig ugyanitt gyűjteményvezető is. 1975-ben doktorált az ELTE BTK művészettörténet szakán. 1985 óta a Moholy-Nagy Művészeti Egyetem Textil és Öltözéktervező tanszékének óraadó tanára, 2006 óta címzetes egyetemi tanára volt. 1985-ben megalapította a Budapesti Divatiskolát. 1987–2004 között a Magyar Képzőművészeti Egyetem Restaurátorképző Intézet tárgyrestaurátor szak óraadó tanára. 1994-től tíz évig a Budapesti Történeti Múzeum főigazgató-helyettese, 2004–2008 között pedig címzetes főigazgató-helyetteseként dolgozott. 1998–99-ben a Színház- és Filmművészeti Főiskola, 2003 óta pedig a Kaposvári Egyetem Művészeti Karának óraadója volt látványtervező szakon. 2007-ben a Gödöllői Királyi Kastélyban az Erzsébet Emlékév kurátora.

## Kutatási területe
Kutatási területe a textiltörténet és a viselettörténet volt.

## Magánélete
1968-ban házasságot kötött Földi Andrással. Két gyermekük született; Eszter (1971) és Miklós (1978).

## Kiállításai
- 1974 Magyarország a századfordulón
- 1984 Mária királyné menyegzői öltözete
- 1986 Lélek és forma
- 1989 A francia forradalom és a magyarok
- 1991 Pesti nő a századfordulón
- 1992 Erzsébet, a magyarok királynéja
- 1995 A Habsburgok asszonyai
- 1996 Az utolsó magyar királykoronázás képei
- 1998–1999 Egy nagyváros születése
- 2000 A Budavári Királyi Palota évszázadai
- 2001 Egy palota a királyságért
- 2003 Párizs–Budapest a divat tükrében
- 2004 Fűzött ruhatár
- 2006 Tervezte Mészáros Éva - 50 év divatja
- 2007 Erzsébet királyné mítosza
- 2008 Rudolf trónörökös
- 2008–2009 Titánia lovagjai I.– II.

## Művei
- László Emőke–F. Dózsa Katalin–Fülöp-Németh Katalin: Historic Hungarian costume from Budapest. Exhibition. Manchester, Whitworth Art Gallery University of Manchester. 2. June to 11. August, 1979; Withworth Art Gallery, Manchester, 1979
- László Emőke–F. Dózsa Katalin–Lakiné Tóth Ilona: Viseletek. Történet és restaurálás 12.; Képzőművészeti Főiskola, Restaurátor- és Konzervátorképző Intézet, Bp., 1982
- Mária királyné menyegzői öltözéke; MNM–Múzsák, Bp., 1984
- Letűnt idők, eltűnt divatok, 1867-1945; F. Dózsa Katalin; Gondolat, Bp., 1989
- Pesti nő a századfordulón. Kiállítás a Magyar Nemzeti Múzeumban, 1991. március 20–augusztus 20.; MNM, Bp., 1991 (angolul és németül is)
- Erzsébet, a magyarok királynéja. Kiállítás a Magyar Nemzeti Múzeumban. 1992. május 18–1993. január 15.; összeáll. F. Dózsa Katalin; MNM, Bp., 1992 (angolul és németül is)
- Az utolsó magyar királykoronázás képei. Kiállítás a Budapesti Történeti Múzeum Metszettárában. 1996. március 19–július 28.; kiállításrend., tanulmány F. Dózsa Katalin; BTM, Bp., 1996 (angolul is)
- Egy nagyváros születése. Pest, Buda, Óbuda az egyesítés idején. Kiállítás Budapest egyesítésének 125. évfordulója tiszteletére a Budapesti Történeti Múzeumban; szerk. F. Dózsa Katalin, Szvoboda Dománszky Gabriella; BTM, Bp., 1998 (angolul is)
- Francia elegancia. Divatkellékek Párizsból. A Musée Galliera – Párizs város divatmúzeumának kiállítása. Budapesti Történeti Múzeum, 1999. május 20–augusztus 29.; szerk. F. Dózsa Katalin, Fabienne Falluel, Simonovics Ildikó; BTM, Bp., 1999
- A budavári királyi palota évszázadai; szerk. F. Dózsa Katalin; Budapesti Történeti Múzeum, Bp., 2000 (angolul és németül is)
- Párizs és Budapest a divat tükrében, 1750–2003. Kiállítás a Budapesti Történeti Múzeumban, 2003. május 30–szeptember 30.; szerk. F. Dózsa Katalin, Hegyiné Déri Erzsébet; BTM, Bp., 2003
- A régi és az új Erzsébet híd; szerk. Földi András, Hegyiné Déri Erzsébet, F. Dózsa Katalin; Budapesti Történeti Múzeum, Bp., 2003
- Zeit des Aufbruchs. Budapest und Wien zwischen Historismus und Avantgarde. Eine Ausstellung des Kunsthistorischen Museums Wien in Zusammenarbeit mit dem Collegium Hungaricum. Kunsthistorisches Museum 10. Februar bis 22. April 2003; szerk. Földi-Dózsa Katalin, Hergovich Marianne; németre ford. Érsek Anikó et al.; Kunsthistorisches Museum–Skira, Wien–Milano, 2003
- Az áttörés kora. Bécs és Budapest a historizmus és az avantgárd között, 1873-1920. Kiállítás a Budapesti Történeti Múzeumban: 2004. március 20–szeptember 6., Magyar Nemzeti Galériában: 2004. március 20–május 17., Országos Széchényi Könyvtárban: 2004. március 20–szeptember 6.; összeáll., szerk. F. Dózsa Katalin; Budapesti Történeti Múzeum, Bp., 2004
- F. Dózsa Katalin–Vér Eszter Virág: Erzsébet királyné mítosza. Kiállítás a Gödöllői Királyi Kastélyban az Erzsébet Királyné Emlékév alkalmával. 2007. június 7–szeptember 30.; Rubicon, Bp., 2007
- Rudolf, a reményvesztett imádó. Titánia lovagjai I. Időszaki kiállítás a Gödöllői Királyi Kastély Múzeumában. 2008. június 5–szeptember 28.; szerk. F. Dózsa Katalin, Faludi Ildikó; Gödöllői Királyi Kastély Kht., Gödöllő, 2008
- Gróf Andrássy Gyula, a lángoló zseni. Titánia lovagjai II. Időszaki kiállítás a Gödöllői Királyi Kastély Múzeumban. 2009. június 5–szeptember 27.; szerk. F. Dózsa Katalin, Faludi Ildikó; Gödöllői Királyi Kastély Kht., Gödöllő, 2009
- A magyar divat 1116 éve. A magyar öltözékkultúra képes története a honfoglalástól napjainkig. A magyar viselet a honfoglalástól a 21. század elejéig / 1116 years of Hungarian fashion. An illustrated history of the Hungarian clothing culture. From the conquest till present days. Dress culture in Hungary from the conquest of the Carpathian Basin until the early 21st century; szerk. F. Dózsa Katalin et al.; Absolut Media Zrt., Bp., 2012
- "Megbámulni és megbámultatni". Viselettörténeti tanulmányok; L'Harmattan–Könyvpont, Bp., 2014
- Sisi-legendák; Kossuth, Bp., 2016 (A magyar történelem rejtélyei)
- Divat, egyén, társadalom. A divattörténeti tudományos konferencia tanulmánykötete; szerk. F. Dózsa Katalin, Szatmári Judit Anna, Vér Eszter Virág; ELTE Eötvös, Bp., 2016

## Díjai, elismerései
- Szocialista Kultúráért (1974)
- A Magyar Köztársasági Érdemrend lovagkeresztje (2003)
- Pulszky Ferenc-díj (2009)